# Noumenon
Noumenon nebo númenon (řec. „myšlené, poznané“, od nús a noein) je ve filosofii protiklad toho, co se pouze jeví, čili fenoménu (jevu).
U Platóna a v novoplatonismu je to předmět myšlení, poznatelný rozumem a ne smysly, například matematický nebo geometrický. Do novověké filosofie tento pojem znovu uvedl Immanuel Kant, který staví proti sobě noumena, věci o sobě (Ding an sich) jako absolutní skutečnost, a fenomény čili jevy. Skutečnost můžeme poznávat jen pomocí forem názoru (prostoru a času) či myšlení (kategorie). Ty ale skutečnost má jen ve vztahu k poznávajícímu vědomí, jako předmět poznání, nikoli sama o sobě. Pouze rozumové pojmy podávají svůj obsah tak, jak sám o sobě jest. V Prolegomenech z roku 1783 o tom Kant říká:
„Věci jsou nám dány jako vnější předměty našich smyslů, ovšem o tom, čím by byly samy o sobě, nevíme nic, nýbrž známe jen jejich jevy (Erscheinungen), tj. představy, jež v nás vyvolávají, když působí na naše smysly. Tím ovšem nepopírám, že mimo nás jsou tělesa, tj. věci, nám sice ohledně toho, čím samy o sobě jsou, zcela neznámé, které však nicméně známe prostřednictvím představ, jež nám poskytuje jejich vliv na naše smysly a jež nazýváme tělesy; toto slovo tedy znamená pouze jev onoho nám neznámého, nicméně skutečného předmětu.“
Tento racionalistický postup sice pro filosofii odmítl už Hegel, který v něm viděl „rezignaci na pravdu“, a pozitivismus jej považoval za zdánlivý problém, nicméně se ukázal jako velmi užitečný například ve fyzice. Tak krystal, který se nám jeví jako kompaktní a neprodyšný, je pro fyziku mřížkovým uspořádáním atomů, jež samy rozhodně kompaktní nejsou, nýbrž jsou tvořeny navzájem vázanými a oddělenými částicemi.